# Antipodisme
L’antipodisme est une discipline de cirque pratiquée dos au sol les jambes en l’air et permettant les balances acrobatiques (en) ainsi que la manipulation et jonglerie avec les pieds et d’autres parties du corps en plus des mains. Un antipodiste peut faire tourner des objets ou personnes en l’air en utilisant un seul pied. 

## Description
Lorsque l’acte est purement acrobatique, sans jonglage ni équilibre avec objets, il est appelé jeux icariens, Risley Act ou simplement Risley du nom du professeur Richard Risley Carlisle (1814-1874) qui a développé ce genre de numéro aux États-Unis.
L’antipodisme est en général pratiqué sur un support spécifique nommé « trinka » ou couchette en français, pour le maintien du dos et dont l’origine est incertaine.
La pratique est connue dès le Xe siècle en Chine et on la retrouve dans des rituels au Mexique précolombien,.